# Zalavas
Zalavas (în poloneză Zułowo, în belarusă Зулаў, Zulaŭ) este un sat în Lituania.
Se află lângă Mera[*], la o altitudine de 141 m deasupra nivelului mării. Populația este de 140 locuitori, determinată în 2011.
Este locul nașterii mareșalului Poloniei Józef Piłsudski.